# Miris
Miris odnosno vonj je proizvod onoga što osjeti osjetilo njuha. Nastaje nadraživanjem mirisnih receptora koji šalju signale mozgu. Čovjek može osjetiti sedam primarnih mirisa i mnogostruko više sekundarnih mirisa, koji nastaju miješanjem različite koncentracije primarnih mirisa.